# Wissenschaftstheorie
Die Wissenschaftstheorie (auch Wissenschaftsphilosophie, Wissenschaftslehre oder Wissenschaftslogik) ist ein Teilgebiet der Philosophie, das sich mit den Voraussetzungen, Methoden und Zielen von Wissenschaft und ihrer Form der Erkenntnisgewinnung beschäftigt. Mit anderen Worten möchte die Wissenschaftstheorie möglichst klar formulierte Theorien über alle wissenschaftlichen Ansichten finden. Begrifflich wird zwischen der Erkenntnisfähigkeit, dem Erkennen und den Erkenntnissen unterschieden, wobei beim allgemeinen Begriff der Erkenntnis anhand des Kontextes entschieden werden muss, was gemeint ist.

## Historischer Überblick
Die Beschäftigung mit wissenschaftstheoretischen Problemen, vor allem solchen, die die Struktur und Entwicklung wissenschaftlicher Kenntnisse und Methoden betreffen, reicht in ihren Anfängen bis in die Antike zurück (Aristoteles). Weiterführende Untersuchungen zu Teilproblemen der Wissenschaftstheorie finden sich bei Philosophen wie Francis Bacon, René Descartes, Gottfried Wilhelm Leibniz, Jean Baptiste le Rond d’Alembert, Denis Diderot, Immanuel Kant, Johann Gottlieb Fichte, Georg Wilhelm Friedrich Hegel, später Bernard Bolzano. Wissenschaft wird in diesen Untersuchungen vorwiegend als System wissenschaftlicher Erkenntnisse verstanden und Wissenschaftstheorie ist in diesem Sinne eng mit Erkenntnistheorie und Methodologie verbunden, also der Reflexion der konkret verwendeten Methoden.
Die allgemeine Wissenschaftstheorie stützt sich auf die formale Logik und auf die Ergebnisse von Untersuchungen zur Entwicklung der Wissenschaft, die auch aus der Sicht der einzelnen Disziplinen gewonnen wurden, z. B. aus der Ökonomie, Soziologie, Psychologie u. a. Dieser Prozess wird etwa von Ernst Mach, Karl Popper und Stephen Toulmin in Anlehnung an die Mechanismen der biologischen Evolutionstheorie als evolutionärer Prozess betrachtet.
Die Wissenschaftstheorie erarbeitet ihr eigenständiges Begriffssystem, verallgemeinert auf dieser Grundlage disziplinäre Erkenntnisse und versucht so ihrerseits zu einem einheitlichen theoretischen Fundament aller einzelner Forschungsdisziplinen zu werden.
Zeitgenössische Wissenschaftstheorie misst der Tatsache, dass das Betreiben von Wissenschaft eine soziale Aktivität ist, zunehmende Bedeutung bei – im Gegensatz zur traditionellen Wissenschaftstheorie, welche sich vorrangig auf das Wissenschaft betreibende Individuum fokussierte. Beigetragen haben hierzu etwa soziale Bewegungen wie Umweltaktivismus und Feminismus sowie Bedenken zu sozialen Folgen von durch Wissenschaft ermöglichte Technologien.
Im Rahmen dieses Wandels haben zusätzliche Fragen in der Wissenschaftstheorie an Bedeutung gewonnen:
1. Inwiefern beeinflussen ethische (und nicht nur epistemische) Werte und soziale Normen die Wissensfindung bzw. -produktion? Welche Rolle können und sollten sie spielen?[8]
2. Welche Auswirkungen auf die Inhalte der Wissenschaften sowie auf das Verständnis von Wissen und wissenschaftlicher Praxis hatte es, dass bis vor historisch betrachtet sehr kurzer Zeit die Wissenschaftsgemeinschaft fast ausschließlich männlich war? Wie beeinflusst die soziale Organisation einer Wissenschaftsgemeinschaft das von ihr produzierte Wissen? (soziale Epistemologie der Wissenschaft)[8] Inwiefern fließen gesellschaftliche Strukturen – wie etwa die privilegierte Position mancher Gruppen – in wissenschaftliche Zielsetzungen und Ideale ein?[7]
3. Wie genau verliefen in der Vergangenheit Prozesse in den Wissenschaften (z. B. die Lösung von wissenschaftlichen Kontroversen, die Ursachen bahnbrechender Entdeckungen[9], die Bewertung bestimmter Ideen als implausibel, die Häufigkeit von Replizierbarkeitsstudien) tatsächlich, oft in Kontrast zu formulierten Idealen der Wissenschaft?[8]
4. Welche Rolle spielt das soziale Element in den Wissenschaften: Verzerrt es die Wissensproduktion, ist es für Wissensfragen nebensächlich, aber in Hinblick auf bestimmte Tendenzen in der Wissenschaftsgemeinschaft aussagekräftig, oder ist es gar für menschliche Rationalität wesentlich, da kognitive Prozesse selbst soziale Prozesse seien?[8]
5. Sollte Verantwortlichkeit in den Wissenschaften mitgedacht werden?[8][9]
6. Wie kann mit Risiken und Unwägbarkeiten in Hinblick auf Folgen von Forschung umgegangen werden? (Diskutierte Lösungsvorschläge beinhalten z. B. Risikoanalysen und Kosten-Nutzen-Analysen). Sollten in die Entscheidung, ob eine Hypothese abgelehnt oder akzeptiert wird, auch die Risiken einer falschen Entscheidung mit hineinspielen?[8]
7. Ist eine Pluralität an wissenschaftlichen Methoden günstig oder sollte sie langfristig überwunden werden? (Pluralismus vs. Monismus)[8] Gibt es eine einheitliche wissenschaftliche Methode oder ist es zutreffender, von einer Vielzahl von Wissenschaften zu sprechen, die lediglich Familienähnlichkeit[10] aufweisen? (Abgrenzungsproblem)[11]
8. Sollte Wissenschaft nach Idealen wie Wertfreiheit und klassisch gedachter Objektivität streben oder versperren diese Ideale die Sicht darauf, dass in Wissenschaften inhärent Werturteile getroffen werden sowie Wissenschaftlerinnen und Wissenschaftler von ihren persönlichen Einstellungen und Erfahrungen stets beeinflusst sind?[9]
9. Welche Alternativen zum Ideal der wertfreien Wissenschaft gibt es? Wie können Rationalität und Objektivität alternativ gedacht werden?[9][8]

Infolge dieser Diskurse sind Moralphilosophie, Politische Philosophie, Wissenschaftssoziologie und Ethik der Wissenschaften in der Wissenschaftstheorie relevanter geworden.

## Realistische Theorien

### Wissenschaftlicher Realismus
Hauptvertreter sind Ernan McMullin und Stathis Psillos, ihrem Selbstverständnis nach auch Hilary Putnam und Richard Boyd, obwohl Putnams interner Realismus und Boyds Konstruktivismus bezüglich natürlicher Arten etwas von den klassischen Doktrinen abweichen.
Der Wissenschaftliche Realismus lässt sich auf zwei Hauptaussagen bringen:
1. Die Begriffe einer wissenschaftlichen Theorie beziehen sich auf reale Entitäten, das heißt auf Objekte, die in der Wirklichkeit existieren.
2. Die Geschichte der Wissenschaften ist als eine Annäherung an die Wahrheit zu verstehen. Wissenschaftliches Arbeiten bestätigt im Erfolgsfall die entsprechenden Theorien.

Unter anderem unter dem Titel „Wissenschaftlicher Realismus“ (aber auch: „Kritischer Realismus“ oder „Transzendentaler Realismus“) firmiert die britische Schule des Realismus um Roy Bhaskar. Zentrale Thesen sind: (1) die These von der erkenntnistheoretischen Sackgasse („epistemic fallacy“), die darin besteht, sich in der Wissenschaftstheorie primär auf die Erkenntnis zu beziehen anstatt auf das Erkannte und zu Erkennende; (2) eine von der Struktur des Experiments abgeleitete, hermeneutische Begründung der objektiven Realität gesetzmäßiger Zusammenhänge; (3) die These von der Wandelbarkeit gesellschaftlicher Verhältnisse im menschlichen Handeln. Vorläufer dieser Schule sind Mary Hesse und Rom Harre. William Outhwaite arbeitete die Konsequenzen des Transzendentalen Realismus für die Sozialwissenschaften heraus und ordnete sie in die Hauptströmungen der Philosophie ein.

### Struktureller Realismus
Hauptvertreter: John Worrall
Dem strukturellen Realismus zufolge ist Wissenschaft nicht in der Lage, den Inhalt der Realität zu erkennen. Wissenschaft beschreibt vielmehr die Struktur der Realität. Nicht auf die in Theorieformulierungen erwähnten Objekte (Elektronen, Äther etc.) kommt es an, sondern die mathematischen Gesetzmäßigkeiten entsprechen (wenn eine Theorie wahr ist) der Ordnung der Natur.
In Structural Realism argumentiert Worrall dafür u. a. so: Die mathematischen Gleichungen, die Fresnel durch Theoretisierungen über den lichttragenden Äther gewann, stehen in Kontinuität zu den maxwellschen Gleichungen, die die Eigenschaften von elektromagnetischen Feldern beschreiben. Der Äther wurde verworfen, aber die Gleichungen gelten heute noch.
Die These des epistemischen strukturellen Realisten lautet: Bezüglich der strukturellen Aussagen unserer Theorien sind wir epistemisch besser gestellt als bezüglich der nicht-strukturellen. Kritiker wenden meist ein, dass diese Unterscheidung nicht trennscharf gezogen werden könne. Eine mögliche Antwort liegt in der Analyse mathematischer theoretischer Strukturen.

### Entitätenrealismus
Hauptvertreter: Ian Hacking, Nancy Cartwright
Der „Entitätenrealismus“ hält wissenschaftliche Theorien nicht für wahr und lehnt oft sogar die Metapher von Theorien als eindeutigen Abbildungen der Welt ab. Theorien und insbesondere die in ihnen erwähnten Naturgesetze sind in dieser Position lediglich nützliche Hilfsmittel. Dennoch glaubt der Entitätenrealist an viele Entitäten, die in den Wissenschaften postuliert werden, beispielsweise Zellorganellen und Elektronen. Er glaubt allerdings nicht an die Realität aller in der Formulierung einer Theorie erwähnten Entitäten, sondern nur an diejenigen, mit denen man über Experimente kausal interagieren kann. Intervention und Manipulierbarkeit sind aus seiner Sicht geeignete Rechtfertigungen für das Wissen über die Dinge der Welt. Dies drückt sich insbesondere in Ian Hackings berühmtem Zitat über Elektronen aus: „If you can spray them, then they are real.“

### Raffinierter Falsifikationismus
Imre Lakatos, der an die Signifikanz der Wissenschaftsgeschichte „glaubte“, sie jedoch gegen Kuhns Unterstellung eines irrationalen Moments verteidigen wollte, verwarf die Auffassung von Kuhn zugunsten einer Modifikation von Poppers Methode. Die wesentliche Änderung ist die Aufgabe von Poppers Verbot der konventionalistischen Wendung („Immunisierung“) durch Ad-hoc-Hypothesen. Theorien müssen bei ihm nicht durch bessere ersetzt werden, wenn sie falsifiziert, d. h. von experimentellen oder empirischen Resultaten widerlegt werden, sondern dürfen unter gewissen Bedingungen mit einem Schutzgürtel aus Ad-hoc-Hypothesen versehen werden. Dieser muss dazu dienen, bewusste oder auch unbewusste Grundüberzeugungen im Kern der Theorie zu schützen, die ein sogenanntes Forschungsprogramm bilden und den Paradigmen bei Kuhn entsprechen. Nur die über diesen Kern hinausgehenden Zusatzannahmen werden modifiziert. Die Grundüberzeugungen, die den Kern eines Forschungsprogramms ausmachen, können und sollen nach Lakatos erst dann aufgegeben werden, wenn das Forschungsprogramm sich degenerativ entwickelt und durch ein besseres Forschungsprogramm ersetzt werden kann.
Die Sichtweise von Lakatos ist jedoch kein Teil des kritischen Rationalismus geworden, weil die Wissenschaftsgeschichte dort nicht als wesentlich angesehen wird.

## Nicht-Realistische Theorien

### Positivismus
Der Positivismus ist eine philosophische Position, welche nur mittels Interpretation naturwissenschaftlicher Beobachtung gegebene Befunde (Basissätze, Protokollsätze) akzeptiert. Dazu müssen die Untersuchungsbedingungen exakt definiert und protokolliert werden. Nur diejenigen Begriffe, die eine Entsprechung in Beobachtungen haben, haben Sinn und Bedeutung; alle übrigen Begriffe seien bedeutungslos. Soweit Theorien auf Beobachtungssprache reduzierbar sind, könnten sie als Interpretationen realer Sachverhalte angesehen werden und wahr oder falsch sein.
Vertreten wurde diese Position besonders im 19. und frühen 20. Jahrhundert von Emil du Bois-Reymond, Ernst Mach und Richard Avenarius und war eine der bedeutendsten Richtungen seiner Zeit, welche die Entwicklung der modernen Naturwissenschaft stark beeinflusste. Albert Einstein erwähnt z. B. die außerordentlich wichtigen Impulse, die er von Machs Philosophie für die Entwicklung seiner Relativitätstheorie erhielt. Trotz dieses großen Einflusses entsprach die Relativitätstheorie letztlich aber nicht den Erwartungen Machs. Nach dem Ersten Weltkrieg wurde die Tradition des Positivismus vom Wiener Kreis und dem Logischen Empirismus aufgegriffen, welche aber wichtige Positionen des ursprünglichen Positivismus aufgaben.
Oft wird auch der Logische Empirismus selbst als Neopositivismus oder Logischer Positivismus bezeichnet, obwohl dies nach Wolfgang Stegmüller eine Fehlbezeichnung ist, sofern man den Begriff „Positivismus“ in seiner ursprünglichen Bedeutung versteht. Zwar sahen die Logischen Empiristen sich selbst durchaus in der Tradition von Ernst Mach, verwendeten aber den Begriff „Positivismus“ in einem viel weiteren Sinn. Die logischen Empiristen bezeichneten alle philosophischen Richtungen als Positivismus, in denen die Bewertung von wissenschaftlichen Theorien maßgeblich (aber nicht ausschließlich) durch Konfrontation mit empirischen Beobachtungen erfolgte.

### Konventionalismus
Hauptvertreter: Henri Poincaré, Ernst Mach
Ernst Mach betrachtete wissenschaftliche Theorien als möglichst einfache, neutrale und pragmatische Beschreibungen der Welt. Diese These wird auch als Denkökonomie bezeichnet. Da er jede wissenschaftliche Theorie immer in einem konkreten, empirischen Gesamtzusammenhang sah, lehnte er jeden allgemeinen Wahrheitsanspruch ab. Wissenschaft wird bei Mach so zu einer nützlichen Konvention, die auch psychologische Komponenten berücksichtigen muss.

### Instrumentalismus
Theorien können, dieser Position zufolge, nicht wörtlich genommen werden und auch nicht wahr oder falsch sein. Die in Theorieformulierungen erwähnten Begriffe (die sog. theoretischen Terme) sind lediglich nützliche Hilfsmittel, um die beobachteten oder in Experimenten gefundenen Sachverhalte zu verallgemeinern und zu strukturieren. Dass eine Theorie „Atome“ erwähnt, legt diese daher keinesfalls auf die wirkliche Existenz kleinster Teilchen fest.

### Pragmatismus
Die philosophische Tradition des Pragmatismus geht davon aus, dass der Gehalt einer Theorie oder eines Konzepts von deren praktischen Verwendungen und Konsequenzen her bestimmt werden soll (Pragmatische Maxime). Daher lehnen Pragmatisten unveränderliche Prinzipien ab.

### Historizismus
In der historizistischen Wissenschaftstheorie wird die Auffassung vertreten, dass wissenschaftliches Arbeiten nur aufgrund von Festsetzungen möglich ist, die sich vor allem aus den historisch gewordenen Grundpositionen der Erkenntnistheorie, den wissenschaftlichen Traditionen, den historisch gewordenen Persönlichkeiten der Wissenschaft und aus der gesamten historischen Situation erklären lassen. Der Hauptvertreter der historizistischen Wissenschaftstheorie ist Kurt Hübner durch sein grundlegendes Werk Kritik der wissenschaftlichen Vernunft.
Der wissenschaftstheoretische Historizismus hat Beziehungen zum Konventionalismus, zum Instrumentalismus und vor allem zum Relativismus.

### Relativismus
Als Hauptvertreter des wissenschaftstheoretischen Relativismus gilt Paul Feyerabend. Oft wird auch Thomas S. Kuhn als Relativist bezeichnet, obwohl er selbst diese Bezeichnung immer abgelehnt hat.
Zentral für Feyerabend ist der Inkommensurabilitätsbegriff. Wissenschaftliche Paradigmen könnten vollständig oder teilweise inkommensurabel sein, also unvergleichbar, genauer: es gebe kein gemeinsames Maß, das es erlaubt, Sätze des einen Paradigmas mit solchen eines anderen zu vergleichen. Von Wahrheit könne man deswegen immer nur unter Bezugnahme auf ein bestimmtes Paradigma sprechen.
Sowohl Kuhn als auch Feyerabend waren mit zahlreichen früheren Kritikern einer strengen Trennung zwischen Theorie- und Beobachtungssprache der Meinung, Beobachtungen seien grundsätzlich „theoriegeladen“ ('theory-laden').

### Sozialkonstruktivismus
Hauptvertreter: David Bloor, Harry Collins, Trevor Pinch, Karin Knorr-Cetina
Sozialkonstruktivisten behaupten, dass auch scheinbar objektive naturwissenschaftliche Tatsachen tatsächlich das Ergebnis von Prozessen der sozialen Konstruktion und abhängig von der sozialen Situation des Labors, der Forschungseinrichtung etc. sind.

### Radikaler Konstruktivismus
Hauptvertreter: Ernst von Glasersfeld, Jean Piaget
Die Kernaussage des radikalen Konstruktivismus ist, dass eine Wahrnehmung kein Abbild einer bewusstseinsunabhängigen Realität liefere, sondern dass Realität für jedes Individuum immer eine Konstruktion aus Sinnesreizen und Gedächtnisleistung darstelle. Deshalb sei Objektivität im Sinne einer Übereinstimmung von wahrgenommenem (konstruiertem) Bild und Realität unmöglich; jede Wahrnehmung sei vollständig subjektiv.

### Konstruktiver Empirismus
Hauptvertreter: Bas van Fraassen
Vertreter des Konstruktiven Empirismus sind agnostisch gegenüber theoretischen Begriffen einer Theorie (Atom, Gen o. ä.). Entscheidend sei nicht, wovon eine Theorie spricht, sondern ob sie sich an den Beobachtungen bestätigt. „Beobachtungen“ kann üblicherweise die Zuhilfenahme von Instrumenten einschließen. Das Ziel von Wissenschaft ist nach dieser Auffassung empirische Adäquatheit.

### Konstruktiver Realismus
Vertreter: Friedrich Wallner
Friedrich Wallner unterscheidet in seiner Ontologie zwischen der Wirklichkeit – dem menschlichen Bewusstsein gegenüberstehend –, der konstruierten Realität mit ihren (sub)disziplinären Mikrowelten und der Lebenswirklichkeit – kulturspezifisch tradierte Systeme von Regeln und Überzeugungen.
Das Ziel ist die Darstellung des Zirkels von Gegenstand und Methode in der Forschung und dessen Berücksichtigung bei der Deutung der Wissenschaft. Wie der Solipsismus ist er sich der Ungewissheit des Gegenstandes bewusst, erkennt aber, dass es einer Vielzahl von Handlungen bedarf, um zu einem inhaltlichen Sinn zu kommen. Als Methode der (Selbst)-Erkenntnis wird die Verfremdung angeboten.
Nach Kurt Greiner bietet der konstruktive Realismus eine „epistemologische Serviceleistung an die Wissenschaft … und adäquates Handwerkszeug“, das Wissenschaftler, Forscher und Anwender in die Lage versetzen soll, ihre disziplinären Handlungs- und Aktivitätsweisen sinnvoll zu reflektieren. Sie stellt jedoch fest, dass das geschaffene Wissen zwar gangbare „Handlungsmöglichkeiten in Form von Satzsystemen darstellt, die sich durch technische Verwertbarkeit legitimieren …“, aber nicht als objektive Wirklichkeit, sondern als „Weltenkonstruktion… im Erfahrungsrahmen der reziproken Objekt-Methode-Relation“ zu verstehen ist.

## Gesellschaftskritische Theorien

### Marxistische Wissenschaftstheorie
In der marxistischen Wissenschaftstheorie wird davon ausgegangen, dass Marx und Engels mit dem dialektischen und historischen Materialismus und Lenin mit der dialektisch-materialistischen Widerspiegelungstheorie die philosophisch-theoretischen Grundlagen für die Erforschung der Wissenschaft und ihrer Entwicklung schufen. In der politischen Ökonomie wird das grundlegende Instrument der Wissenschaftstheorie zur Erforschung der produktiven Funktion und der Rolle der Wissenschaft in der materiellen Produktion und im gesellschaftlichen Reproduktionsprozess gesehen.
Die so verstandene Wissenschaftstheorie widmet ihre Untersuchungen drei Komponenten der Wissenschaft:
1. dem wissenschaftlichen Arbeitsprozess[21] (Wesen und Spezifik, soziale Determiniertheit und Arten der wissenschaftlichen Tätigkeit, Bedingungen und Faktoren wissenschaftlichen Schöpfertums, Produktivität und Effektivität der wissenschaftlichen Tätigkeit, Planung, Leitung und rationelle Organisation wissenschaftlicher Arbeitsprozesse u. a.);
2. dem Wissenschaftspotential als der Gesamtheit der materiellen und ideellen Voraussetzungen wissenschaftlicher Arbeitsprozesse (Komponenten, Struktur und Entwicklung des Wissenschaftspotentials, optimale Proportionen der personellen, finanziellen u. a. Potentialkomponenten usw.);
3. dem System wissenschaftlicher Erkenntnisse als dem Produkt der wissenschaftlichen Tätigkeit (Klassifikation der Wissenschaften, Gesetzmäßigkeiten der Entstehung und Entwicklung von sowie der Beziehung zwischen einzelnen Wissenschaftsdisziplinen, Begriffs-, Hypothesen- und Theorienbildung in der Wissenschaft, methodisches Vorgehen in der Forschung, relative Eigengesetzlichkeit der Erkenntnisentwicklung u. a.).

Darüber hinaus ergibt sich eine Vielzahl von Problemen, die die Entwicklung der Wissenschaft als Ganzes betreffen: Entwicklungsgesetzmäßigkeiten der Wissenschaft, Triebkräfte der Wissenschaftsentwicklung, Stellung und Funktion der Wissenschaft in konkret-historischen Gesellschaftsordnungen, Verhältnis von Wissenschaft, Technik und Produktion bzw. generell von Wissenschaft und Gesellschaft in Geschichte und Gegenwart, wissenschaftlich-technischer Fortschritt u. a.
Da wissenschaftliche Erkenntnis nur im wissenschaftlichen Arbeitsprozess erzeugt wird und in ihm reproduziert, vermittelt und angewendet wird, ist der Begriff der wissenschaftlichen (allgemeinen) Arbeit (Marx) der für einen logisch konsistenten Aufbau der Wissenschaftstheorie grundlegende Begriff. Er gestattet, sowohl die positivistische Enge der Wissenschaftsauffassung zu überwinden als auch die Determiniertheit der Wissenschaft nach den drei genannten Komponenten im Rahmen konkreter ökonomischer Gesellschaftsordnungen zu begründen.
Für die Arbeitsweise der Wissenschaftstheorie ist die Einheit von theoretischer und empirischer sowie von disziplinärer und interdisziplinärer Forschung kennzeichnend.

### Kritische Theorie
Die Kritische Theorie ist eine deutsche Sonderentwicklung der Wissenschaftstheorie im Umfeld der Frankfurter Schule, die der Wissenschaft die Kritik der Gesellschaft als Hauptaufgabe zuweist. Zeitweise war ihr Hauptvertreter Jürgen Habermas mit dem Werk Erkenntnis und Interesse.

## Methodische Programme

### Logischer Empirismus
Der logische Empirismus ist eine der bedeutendsten wissenschaftstheoretischen Richtungen des 20. Jahrhunderts, zu deren Exponenten etwa der Wiener Kreis gehörte, sowie Vertreter der mathematischen Logik (in der Tradition von Bertrand Russell und Gottlob Frege). Führende Vertreter sind u. a. Rudolf Carnap und Otto Neurath. Wichtige Kernpunkte des logischen Empirismus sind das Toleranzprinzip (methodischer Neutralismus) und das Programm der Einheitswissenschaft, in welcher alle empirischen Wissenschaften in einer physikalistischen Sprache formuliert werden sollten.
Der logische Empirismus, in der Form wie sie durch R. Carnap verkörpert wurde, war bis in die 1960er die dominante wissenschaftstheoretische Richtung; besonders im angelsächsischen Raum. Besonders die Kritik von W. Quine an den Grundlagen des logischen Empirismus trug maßgeblich dazu bei, dass diese Dominanz an den methodischen Naturalismus abgegeben wurde. Trotzdem bilden die Resultate des logischen Empirismus bis heute einen wichtigen Unterbau der Wissenschaftstheorie und viele moderne wissenschaftstheoretische Richtungen beziehen sich in ihrem Ausgangspunkt auf eine Analyse der Stärken und Schwächen des Logischen Empirismus.

### Kritischer Rationalismus
Der maßgeblich von Karl Popper entwickelte Kritische Rationalismus beinhaltet eine Wissenschaftstheorie (Falsifikationismus), der zufolge sicheres oder rechtfertigbares Wissen nicht möglich ist und daher auch nicht das Ziel der Wissenschaft sein kann. Stattdessen fasst der Kritische Rationalismus Wissenschaft als methodisches Vorgehen durch Versuch und Irrtum auf, bei dem Theorien mehr oder weniger gut geprüfte Hypothesen sind, die sich beständig durch weitere Überprüfungen bewähren müssen. Der Forscher versucht seine Hypothesen zu verallgemeinern, zu verfeinern und sie durch Experimente in Frage zu stellen, um ihre Schwächen herauszufinden, so dass sie durch neue, verbesserte Hypothesen ersetzt werden können („trial and error“). Im Unterschied zu positivistischen Richtungen geht der Kritische Rationalismus auch bei nachhaltiger Bewährung einer Theorie nicht davon aus, dass dies ein Argument dafür ist, die Theorie für wahr, gesichert oder begründet zu halten. Er ist jedoch der Auffassung, dass durch die ständige Fehlerkorrektur eine Annäherung an die Wahrheit möglich ist und die Wahrheit sogar erreicht werden kann, der Forscher jedoch nicht sicherstellen kann, dass dies der Fall ist. Trotz dieses Eingeständnisses behält der Kritische Rationalismus den absoluten Wahrheitsbegriff der Korrespondenztheorie bei und distanziert sich vom Relativismus.

### Analytische Philosophie
Die Analytische Philosophie ist anfangs als eine philosophische Richtung aus dem logischen Empirismus hervorgegangen. Die heutige analytische Philosophie zeichnet sich jedoch dadurch aus, dass sie eigentlich keine philosophische Position ist, sondern aus teilweise recht unterschiedlichen Strömungen mit sehr unterschiedlichen Grundvoraussetzungen besteht. Diese haben jedoch methodisch gemeinsam, dass Probleme in einer möglichst klaren exakten Sprache verfasst werden und mit Hilfe formaler Instrumentarien (wie der mathematischen Logik oder z. B. semantischer und formal-ontologischer Hilfsmittel) bearbeitet werden. Dementsprechend gibt es auch sehr unterschiedliche wissenschaftstheoretische Positionen, die von analytischen Philosophen vertreten werden. Die zeitgenössische Wissenschaftstheorie wird in großen Teilen von analytisch geschulten Philosophen betrieben und umfasst ganz unterschiedliche Themenfelder. Dazu gehören etwa Theorien über die Struktur wissenschaftlicher Theorien, über deren ontologische Verpflichtungen, über die Erklärung ihrer Begriffe, über die Natur, Reichweite und Kriterien wissenschaftlicher Erkenntnis usw. Philosophen, die in einem der Punkte gleichartige Positionen verteidigen, können an anderen Punkten gegensätzlicher Auffassung sein. Trotzdem lassen sich teilweise geteilte Gesamtauffassungen und Schulbildungen benennen, deren heutige Ausarbeitung und Modifikation aber oft stark divergiert. Zu derartigen Gesamtbildern über das Wesen der Wissenschaft könnte man etwa den von W. Quine vertretenen Naturalismus zählen oder das Strukturalistische Theorienkonzept, welches u. a. von J.D.Sneed und Wolfgang Stegmüller vertreten wurde.

### Erlanger oder Methodischer Konstruktivismus
Hauptvertreter:  Paul Lorenzen und Wilhelm Kamlah, sowie Jürgen Mittelstraß, Kuno Lorenz, Peter Janich, Friedrich Kambartel, Christian Thiel und Harald Wohlrapp, einst auch Oswald Schwemmer.
Der wissenschaftskritische Ansatz Erlanger Ursprungs zielt auf die methodisch einwandfreie Re-Konstruktion der Wissenschaftssprache im Allgemeinen und der einzelwissenschaftlichen Terminologien im Besonderen, der Logik in Form einer dialogischen Argumentationslehre, der konstruktiv begründbaren Mathematik im engeren (Arithmetik, Analysis) wie im weiteren Sinn (Wahrscheinlichkeitstheorie, Geometrie und Kinematik), der protophysikalischen Messlehre sowie der ethischen Prinzipien und darauf gründenden politischen Wissenschaft mit dem Ziel einer „Theorie der technischen und politischen Vernunft“. Kern des Erlanger Konstruktivismus ist die allgemein lehr- und lernbare und damit von jedermann nachvollziehbare Konstruktion von Begriffen als Grundelemente aller theoriegestützten Praxis.

## Theorie und Evidenz
Bis in das 16. Jahrhundert dominierte das Aristotelische Wissenschaftskonzept mit seinem induktiv-axiomatisch-deduktiven Aufbau wissenschaftstheoretische Debatten. Mit der Entstehung der experimentellen Naturwissenschaften erhielt die Empirie eine weitere Aufgabe in der Theoriebildung: die Überprüfung. Francis Bacon prägte den Begriff des Experimentum crucis, das nach Karl Popper nicht die Richtigkeit einer Theorie beweisen kann, sondern nur deren Falschheit (Falsifikation).
Diese falsifikationistische Wissenschaftsauffassung wurde anhand zweier Problembereiche herausgefordert: dem Holismus und der „theoriegeladenen Beobachtung“. Die Duhem-Quine-These besagt, dass eine Theorie immer als Ganzes und nicht bloß eine einzelne Aussage der Theorie bestätigt bzw. falsifiziert wird. In der empirischen Überprüfung steht immer ein Komplex aus Theorie, Hilfshypothesen und Randbedingungen zur Debatte. Norwood Russell Hanson und Thomas S. Kuhn waren der Ansicht, Beobachtungen seien grundsätzlich „Theorie-beladen“ ('theory-laden'). Fakten sind in diesem Sinne niemals 'nackt' und eine fundamentalistische Erkenntniskonzeption, nach der sich unser Wissen auf neutrale Beobachtungen zurückführen lässt, daher inadäquat.

## Erklärungsmodelle
Das bekannteste Modell für wissenschaftliche Erklärungen ist das Deduktiv-nomologische Erklärungsmodell von Carl Gustav Hempel. Dieses Modell hat viele Kritiker. In jüngerer Zeit hat besonders Nancy Cartwright es als unzutreffend kritisiert und ihm ihr Simulacrum-Erklärungsmodell entgegengesetzt.
Eine weitere aktuell diskutierte Erklärungsart ist der Schluss auf die beste Erklärung (Inference to Best Explanation, kurz IBE), eine Form der Abduktion.

## „Context of discovery“ und „context of justification“
Der logische Empirist Hans Reichenbach führte diese Unterscheidung 1938 ein.
- Entdeckungszusammenhang: Reichenbach zufolge braucht der Wissenschaftsphilosoph bei der rationalen Rekonstruktion und der Erklärung von Wissenschaft singuläre und subjektive Einflüsse, denen ein Forscher ausgesetzt ist (Entdeckungszusammenhang), nicht zu berücksichtigen.
- Begründungszusammenhang: Alles, worauf es ankommt, ist, wie der Wissenschaftler seine Behauptungen – normalerweise in der Form von mathematischen Gleichungen und mittels Logik – rechtfertigt (Rechtfertigungszusammenhang, Begründungszusammenhang, Erklärungszusammenhang).

Karl Popper übernahm diese Trennung unter diesen Bezeichnungen. Da sich der Kritische Rationalismus jedoch gegen Begründung stellte, wird heute das Wort Analysezusammenhang statt Begründungszusammenhang verwendet. Diese Unterscheidung will also zufällige Bedingungen (besonders soziologischer und psychologischer Art) aus wissenschaftlichen (Kausal-)Erklärungen und Begründungen ausschließen.
Dass „zufällige“ Bedingungen in diesem Sinne irrelevant für die Begründung wissenschaftlicher Theorien seien und von „eigentlichen“ Faktoren streng unterscheidbar sind, wurde – ähnlich wie zuvor von Ludwik Fleck – von Thomas Samuel Kuhn angefochten. Jede Rechtfertigung sei vielmehr an ein „Paradigma“ gebunden, das u. a. bestimmte Begriffsschemata und normative Bedingungen einschließt. Bestätigungen einer bestimmten Theorie fänden immer nur innerhalb eines solchen Paradigmas statt, die Evidenz konkurrierender Theorien sei daher, wenn diese einem gravierend andersgearteten Paradigma zugehören, überhaupt erst sichtbar, nachdem man zu jenem Paradigma gleichsam konvertiert werde. Innerhalb welchen Paradigmas man sich befindet, sei damit wesentlich auch zufällig und zunächst selbst nicht nochmals rational gerechtfertigt. Diese Thesen wurden in jüngerer Zeit verstärkt kritisiert von praktisch sämtlichen Anhängern eines wissenschaftlichen Realismus.

## Zwei Sichtweisen in Bezug auf Theorie und Modell
- Syntaktische Sicht bzw. logiko-linguistische Sicht (assoziiert mit Rudolf Carnap und Richard Bevan Braithwaite)

Theorien sind axiomatisch-deduktive Kalküle bestehend aus Symbolen und Regeln. Bedeutung gewinnen die Terme der Theorie durch Referenz auf Beobachtungen bzw. durch Korrespondenzregeln. Modelle haben lediglich heuristische und pädagogische Funktion (Carnap zufolge). Braithwaite jedoch versteht Modelle als weitere mögliche Interpretationen des Kalküls. Die Syntaktische Sicht hält man in der heutigen Diskussion ebenso wie den Logischen Empirismus, auf dem die syntaktische Sicht beruht, für überholt.
- Semantische Sicht bzw. modell-theoretische Sicht (assoziiert mit Patrick Suppes, der sich auf Alfred Tarski bezieht. Weitere wichtige Vertreter: Frederick Suppe, Bas van Fraassen, Wolfgang Stegmüller, Carlos Ulises Moulines, Ronald Giere)

Theorien werden als Mengen von Modellen definiert. Modelle sind grundsätzlich nicht-linguistische Entitäten und werden als Realisierungen von Theorien entsprechend Modellen in der Modelltheorie der Mathematischen Logik verstanden. Realisierungen sind konkrete Verknüpfungen und Objekte, die von der Theorie abstrakt formuliert werden. Ein Beispiel für das mathematische Vorbild dieser Sichtweise ist die mathematische Gruppentheorie.
Dem Wechsel zur semantischen, modellorientierten Sicht entspricht häufig ein Fokus auf deren Hauptproblemfeld der Repräsentation.

## Modellkonstruktion und Analogien
Modelle werden oft durch einen Analogieschluss mit anderen Systemen konstruiert. Mary Hesse unterscheidet positive, negative und neutrale Analogien. Aspekte zwischen Modell und System sind ähnlich (positiv), verschieden (negativ), oder nicht determinierbar (neutral). Neutrale Analogien motivieren weitere Untersuchungen der Eigenschaften des realen Systems, das durch das Modell repräsentiert werden soll.

## Geschichte der Wissenschaftstheorie
Herkömmliche Bezeichnungen der Disziplin sind auch „Wissenschaftslogik“, „Wissenschaftslehre“ und „Methodologie“.
Die Beschäftigung mit der Frage der richtigen und exakten Erkenntnisgewinnung ist eine der zentralen Fragen der Philosophie und wird seit Jahrtausenden von den größten Denkern der Menschheit bearbeitet. Vorläufer der heutigen Wissenschaftstheorie sind v. a. einzelne Fachwissenschaftler des 19. und 20. Jahrhunderts, die sich jeweils mit grundlegenden methodischen Fragen der Wissensgewinnung unter Blickwinkel ihres Faches auseinandersetzten. Man verwendete damals den Begriff „Induktive Philosophie“ dafür. Ein erster Lehrstuhl wurde 1870 an der Universität Zürich eingerichtet, der jedoch ohne größeren Einfluss blieb. Erst als Ernst Mach 1895 auf die Professur für „Geschichte und Theorie der induktiven Wissenschaften“ an der Universität Wien berufen wurde, gewann das Fach an Bedeutung. Von der „Wissenschaftstheorie“ als eigenständigem Begriff kann man erst ab den 1920er Jahren reden. Damals gründete sich der Wiener Kreis, der Ausgangspunkt des Neopositivismus. Viele Themen und Positionen die in diesem Kreis geäußert wurden, bestimmen auch heute noch einen Teil der fachinternen Diskussion der Wissenschaftstheorie. Zwar mit dem Wiener Kreis in Austausch stehend, dessen Ansichten aber größtenteils ablehnend, entwickelte Karl Popper seine falsifikationistische Herangehensweise des Kritischen Rationalismus, die er erstmals 1935 in Logik der Forschung präsentierte.
Den abstrakten Betrachtungen über das Wesen der Wissenschaft setzte Ludwik Fleck ebenfalls 1935 eine Analyse der sozialen Konstruktion von Wissenschaft anhand einer Fallstudie entgegen. Sein Buch Entstehung und Entwicklung einer wissenschaftlichen Tatsache wurde jedoch lange Zeit wenig beachtet. Eine Wende zu einer stärker historisch ausgerichteten Diskussion brachte erst Die Struktur wissenschaftlicher Revolutionen (Original 1962) von Thomas S. Kuhn. Einen Generalangriff auf Grundannahmen des logischen Positivismus unternahm Paul Feyerabend mit Against Method.
In Frankreich gibt es keine strikte Trennung zwischen Wissenschaftstheorie und Wissenschaftsgeschichte. Die französische Tradition der historischen Epistemologie (Épistémologie) geht auf Gaston Bachelard und Georges Canguilhem zurück.
Paul Hoyningen-Huene gliedert die Geschichte der Wissenschaftstheorie – verstanden als die Antworten auf die Frage, was Wissenschaft ist –, schematisch in vier Phasen:
- Antike (Plato, Aristoteles) bis Beginn 17. Jahrhundert: Wissenschaft wird verstanden als absolut sicheres Wissen. Die Sicherheit des wissenschaftlichen Wissens wird durch seine Ableitung (Deduktion) aus evidenten Axiomen (deren Wahrheit aus ihnen selbst „herausleuchtet“) etabliert.
- 17. bis Mitte/Ende 19. Jahrhundert: Diese zweite Phase stimmt mit der ersten hinsichtlich der verlangten absoluten Sicherheit des wissenschaftlichen Wissens überein, jedoch werden zu dessen Etablierung nicht mehr nur deduktive Schlüsse, sondern allgemeiner „die wissenschaftliche Methode“ zugelassen, was insbesondere induktive Verfahren umfasst. Die wissenschaftliche Methode (oder „wissenschaftliche Methoden“) werden als strikt zu befolgende Regeln verstanden.
- Ende 19. bis spätes 20. Jahrhundert: Diese dritte Phase stimmt mit der zweiten hinsichtlich der Verwendung der wissenschaftliche(n) Methode(n) zur Gewinnung wissenschaftlichen Wissens überein, gibt aber die Forderung nach absoluter Sicherheit des Wissens auf. Wissenschaftliches Wissen wird jetzt als „fallibel“, d. h. als nicht endgültig und daher prinzipiell revidierbar angesehen.
- Spätes 20. Jahrhundert bis heute: Der Glaube an die Existenz einer wissenschaftlichen Methode als ein für die wissenschaftliche Arbeit strikt bindendes Regelwerk erodiert. Damit verschwindet neben der absoluten Sicherheit des Wissens nun auch das zweite konstitutive Merkmal wissenschaftlichen Wissens. Das verleiht der allgemeinen Frage, was das wissenschaftliche Wissen im Kontrast zu anderen Wissensarten eigentlich auszeichnet, erneute Aktualität.

Carlos Ulises Moulines unterteilt die Entwicklung der Wissenschaftstheorie seit 1885 in fünf Phasen:
- Aufkeimen (ca. 1885 bis zum Ersten Weltkrieg)
- Entfaltung (1918 bis 1935)
- klassische Phase (ca. 1935 bis 1970)
- historizistische Phase (ca. 1960 bis 1985)
- modellistische Phase (ab den 1970er Jahren)

### Standardwerke
- Rudolf Carnap: Einführung in die Philosophie der Naturwissenschaft. [1966]. Nymphenburger, München 1989.
- Rudolf Carnap, Hans Hahn, Otto Neurath: Wissenschaftliche Weltauffassung – Der Wiener Kreis. 1929. Artur Wolf, Wien 1979. Abgedruckt in Rainer Hegselmann (Hrsg.): Otto Neurath: Wissenschaftliche Weltauffassung, Sozialismus und Logischer Empirismus. Suhrkamp, Frankfurt am Main 1979, S. 81–101.
- Wolfgang Deppert: Theorie der Wissenschaft. Band 1–4, Springer VS, Wiesbaden 2019, ISBN 978-3-658-14023-6 (Band 1), ISBN 978-3-658-14042-7 (Band 2), ISBN 978-3-658-15119-5 (Band 3), ISBN 978-3-658-15123-2 (Band 4)
- Pierre Duhem: Ziel und Struktur der physikalischen Theorien. [1906] Meiner, Hamburg 1978.
- Paul Feyerabend: Wider den Methodenzwang. 7. Auflage. Suhrkamp, Frankfurt am Main 1999, ISBN 3-518-28197-6.
- Ludwik Fleck: Entstehung und Entwicklung einer wissenschaftlichen Tatsache. 1935. Hrsg. von L. Schäfer und Th. Schnelle, Suhrkamp, Frankfurt am Main 1980, ISBN 3-518-27912-2.
- Bas van Fraassen: The Scientific Image. Clarendon Press, Oxford 1980, ISBN 0-19-824424-X.
- Carl Gustav Hempel: Philosophy of natural science. Prentice-Hall, Englewood Cliffs, N.J. 1966. (dt.: Philosophie der Naturwissenschaften. Deutscher Taschenbuch-Verlag, München 1974)
- Paul Hoyningen-Huene: Systematicity: The Nature of Science. (= Oxford studies in philosophy of science). 2. Auflage. Oxford University Press, New York 2015.
- Kurt Hübner: Kritik der wissenschaftlichen Vernunft. 1. Auflage. Alber Verlag, Freiburg/ München 1978, ISBN 3-495-47384-X. (3. Aufl. 2002, ISBN 3-495-48077-3)
- Thomas S. Kuhn: Die Struktur wissenschaftlicher Revolutionen, 2., rev. und um das Postskriptum von 1969 erg. Auflage. Suhrkamp, Frankfurt am Main 1997, ISBN 3-518-27625-5.
- Imre Lakatos: The Methodology of Scientific Research Programmes. (= Philosophical Papers. Volume 1). Cambridge University Press, Cambridge 1977, ISBN 0-521-28031-1.
- Karl R. Popper: Logik der Forschung. Hrsg. von Herbert Keuth. 11., durchges. u. erg. Auflage. Mohr Siebeck, Tübingen 2005, ISBN 3-16-148111-9.
- Gerhard Schurz: Philosophy of Science: A Unified Approach. Routledge, New York 2014. ISBN 978-0-415-82936-6.
- Wolfgang Stegmüller: Aufsätze zur Wissenschaftstheorie. Wiss. Buchges., Darmstadt 1990, ISBN 3-534-05565-9.
- Wolfgang Stegmüller: Probleme und Resultate der Wissenschaftstheorie und Analytischen Philosophie Band 1–4. Springer Verlag. 1969–1985.

### Einführungen
- Wolfgang Balzer:  Die Wissenschaft und ihre Methoden. Grundsätze der Wissenschaftstheorie. Ein Lehrbuch. 2. Auflage. Alber, Freiburg/ München 2002, ISBN 3-495-47853-1.
- Alexander Bird: Philosophy of science. (= Fundamentals of philosophy). UCL Pr., London 1998, ISBN 1-85728-681-2.
- Martin Carrier: Wissenschaftstheorie zur Einführung. 3. Auflage. Junius, Hamburg 2011, ISBN 978-3-88506-653-8.
- Alan F. Chalmers: Wege der Wissenschaft: Einführung in die Wissenschaftstheorie. 6. Auflage. Springer, Berlin u. a. 2007, ISBN 978-3-540-49490-4.
- Peter Godfrey-Smith: Theory and reality: an introduction to the philosophy of science. University of Chicago Press, Chicago 2003, ISBN 0-226-30063-3.
- Hartmut Kliemt: Grundzüge der Wissenschaftstheorie – Eine Einführung für Mediziner und Therapeuten, Gustav Fischer Verlag, Stuttgart, New York 1986, ISBN 3-437-11098-5.
- Stephan Kornmesser, Wilhelm Büttemeyer: Wissenschaftstheorie. Eine Einführung. Metzler, Stuttgart 2020; ISBN 978-3-476-04742-7.
- James Ladyman: Understanding philosophy of science. Routledge, London 2002, ISBN 0-415-22157-9.
- Karel Lambert, Gordon G. Britten jr.: Eine Einführung in die Wissenschaftsphilosophie. Aus dem Amerikanischen übersetzt von Joachim Schulte. Berlin / New York 1991.
- B. Lauth, J. Sareiter: Wissenschaftliche Erkenntnis: Eine ideengeschichtliche Einführung in die Wissenschaftstheorie. 2. Auflage. Mentis 2005, ISBN 3-89785-555-0.
- Klaus Niedermair: Eine kleine Einführung in Wissenschaftstheorie und Methodologie: für Sozial- und Erziehungswissenschaftler/innen. Studia Universitätsverlag, Innsbruck 2010, ISBN 978-3-902652-18-8.
- Samir Okasha: Philosophy of Science: A Very Short Introduction. Oxford University Press, Oxford 2002, ISBN 0-19-280283-6.
- David Papineau: The philosophy of science. Oxford University Press, Oxford u. a. 1996, ISBN 0-19-875165-6.
- Hans Poser: Wissenschaftstheorie: Eine philosophische Einführung. Reclam, Stuttgart 2001, ISBN 3-15-018125-9.
- Alex Rosenberg: Philosophy of science: a contemporary introduction. (= Routledge contemporary introductions to philosophy). 2. Auflage. Routledge, New York 2005.
- Johann August Schülein, Simon Reitze: Wissenschaftstheorie für Einsteiger. 5. Auflage. UTB, Wien 2021, ISBN 978-3-8252-5675-3.
- Gerhard Schurz: Einführung in die Wissenschaftstheorie. Wissenschaftliche Buchgesellschaft, Darmstadt 2006.
- Helmut Seiffert: Einführung in die Wissenschaftstheorie. 11. Auflage. Beck, München 1991, ISBN 3-406-34622-7.
- Harald Walach: Psychologie – Wissenschaftstheorie, philosophische Grundlagen und Geschichte. Ein Lehrbuch. W. Kohlhammer, Stuttgart 2005; 2., aktualisierte Auflage ebenda 2009; Neuausgabe 2013.
- Harald A. Wiltsche: Einführung in die Wissenschaftstheorie. Vandenhoeck & Ruprecht, Göttingen 2013, ISBN 978-3-8252-3936-7.

### Nachschlagewerke und Handbücher
- Jürgen Mittelstraß u. a. (Hrsg.): Enzyklopädie Philosophie und Wissenschaftstheorie (1980–1996), Bände 1–4, Metzler, Stuttgart 1995. (Sonderausgabe 2004, 2., neubearb. und wesentlich erg. Aufl. 2005)
- Helmut Seiffert, Gerard Radnitzky (Hrsg.): Handlexikon zur Wissenschaftstheorie. 2., unv. Auflage. dtv, Berlin 1992, ISBN 3-423-04586-8.
- Andreas Bartels, Manfred Stöckler (Hrsg.): Wissenschaftstheorie. Ein Studienbuch. mentis, Paderborn 2007.
- Dominique Lecourt (Hrsg.): Dictionnaire d'histoire et philosophie des sciences. P.U.F., Paris 1999. (als TB 2006, ISBN 2-13-054499-1)
- R. Boyd, P. Gasper, J. D. Trout (Hrsg.): The Philosophy of Science. MIT Press, Cambridge 1991.
- Martin Curd, J. A. Cover (Hrsg.): Philosophy of science: the central issues. Norton, New York/ London 1998, ISBN 0-393-97175-9.
- Marc Lange (Hrsg.): Philosophy of science: an anthology. (= Blackwell philosophy anthologies. 25). Blackwell, Malden, Mass. 2007.
- Peter Machamer (Hrsg.): The Blackwell guide to the philosophy of science. (= Blackwell philosophy guides. 7). Blackwell, Malden, Mass. 2002, ISBN 0-631-22108-5.
- W. H. Newton-Smith (Hrsg.): A companion to the philosophy of science. (= Blackwell companions to philosophy. 18). Blackwell, Malden, Mass. 2000, ISBN 0-631-17024-3.

### Kritik an Wissenschaftstheorien
- Geoffroy de Lagasnerie: Denken in einer schlechten Welt. Übers. Felix Kurz. Matthes & Seitz, Berlin 2018, ISBN 978-3-95757-527-2.

### Zeitschriften
- British Journal for the Philosophy of Science
- Erkenntnis – An International Journal for Analytical Philosophy
- International Studies in the Philosophy of Science
- Journal for General Philosophy of Science
- Perspectives on Science
- Philosophy of Science
- Semina Scientiarum
- Studies in History and Philosophy of Science
- Synthese

Siehe auch: Philosophiebibliographie: Wissenschaftstheorie – Zusätzliche Literaturhinweise zum Thema

### Überblicksartikel
- Joseph Agassi: The Philosophy of Science Today. (PDF; 103 kB). In: S. Shanker (Hrsg.): Philosophy of Science, Logic and Mathematics in the 20th Century. (= Routledge History of Philosophy. Band 9). 1996, S. 235–265.
- Elizabeth Anderson: Feminist Epistemology and Philosophy of Science. In: Edward N. Zalta (Hrsg.): Stanford Encyclopedia of Philosophy.
- Richard Boyd: Scientific Realism. In: Edward N. Zalta (Hrsg.): Stanford Encyclopedia of Philosophy.
- Jordi Cat: The Unity of Science. In: Edward N. Zalta (Hrsg.): Stanford Encyclopedia of Philosophy.
- Roman Frigg / Stephan Hartmann: Models in Science. In: Edward N. Zalta (Hrsg.): Stanford Encyclopedia of Philosophy.
- Hanne Andersen / Brian Hepburn: Scientific Method. In: Edward N. Zalta (Hrsg.): Stanford Encyclopedia of Philosophy.
- Thomas J. Hickey: History of Twentieth-Century Philosophy of Science, 2005 (Druckausgabe Forest Park, Ill. 1995, ISBN 0-9644665-0-3).
- Ulrich Kühne: Wissenschaftstheorie. In: Hans Jörg Sandkühler (Hrsg.): Enzyklopädie Philosophie. 2 Bd., Hamburg 1999.
- Helen Longino: The Social Dimensions of Scientific Knowledge. In: Edward N. Zalta (Hrsg.): Stanford Encyclopedia of Philosophy.
- G. Randolph Mayes: Theories of Explanation. In: James Fieser, Bradley Dowden (Hrsg.): Internet Encyclopedia of Philosophy.
- Ilkka Niiniluoto: Scientific Progress. In: Edward N. Zalta (Hrsg.): Stanford Encyclopedia of Philosophy.
- M. Unterhuber, A. Gebharter und G. Schurz: Philosophy of Science in Germany 1992–2012. In: Journal for General Philosophy of Science, 45 Supplement, 2014, S. 71–160.
- James Woodward: Scientific Explanation. In: Edward N. Zalta (Hrsg.): Stanford Encyclopedia of Philosophy.
- John Worrall: Science, philosophy of. (Memento vom 18. März 2015 im Internet Archive) In: E. Craig (Hrsg.): Routledge Encyclopedia of Philosophy. London 1998.

### Vorlesungsmaterial
- Claus Beisbart: Grundprobleme der Wissenschaftsphilosophie, Univ. Bern, 2007
- W. M. Kwok, Federica La Nave: Philosophy of the sciences u. a. mit PowerPoint Slides zu der Beobachtbar/Nicht-beobachtbar Problematik, Unterdeterminierung und der Duhem-Quine These
- Torsten Wilholt: Vorlesung Wissenschaftstheorie (Video-Mitschnitt in 45 Einzelvideos, Leibniz Universität Hannover)
- Lyle Zynda: Lecture on the Philosophy of Science.

### Wissenschaftliche Zentren und Datenbanken
- Institute und Professoren für Wissenschaftstheorie
- Düsseldorf Center for Logic and Philosophy of Science (DCLPS)
- Center for Philosophy and Ethics of Science (ZEWW) an der Leibniz Universität Hannover
- Interdisziplinäres Zentrum für Wissenschafts- und Technikforschung
- Center for Philosophy of Science, University of Pittsburgh
- Tilburg Center for Logic and Philosophy of Science (TiLPS)
- Zentrum für Wissenschaftstheorie, Universität Münster
- Zentralinstitut für Wissenschaftsreflexion und Schlüsselqualifikationen (ZiWiS), Universität Erlangen-Nürnberg
- Philosophy of Science Archives Datenbank mit akademischen Aufsätzen
- European Philosophy of Science Association
- Sammlung von wichtigeren online verfügbaren Aufsätzen und Werken mit direktem Bezug zur Wissenschaftstheorie von Abstracta – Linguagem, Mente e Ação ISSN 1807-9792

### Bibliographien
- James Ladyman: Literaturliste mit Kurzzusammenfassungen der einzelnen Themengebiete (Memento vom 23. Juli 2013 im Internet Archive) (University of Bristol)
- Ward E. Jones, Samir Okasha und W.H. Newton-Smith: Auswahlbibliographie (Memento vom 4. Juni 2004 im Internet Archive) (Oxford University)
- Maximilian Herberger, Dieter Simon: Wissenschaftstheorie für Juristen Online-Version
- Committee for Philosophy and the Sciences: Bibliographie (Memento vom 20. Juni 2007 im Internet Archive) von Standardwerken, Maryland 1992